# Microplitis cebes
Microplitis cebes är en stekelart som beskrevs av Nixon 1970. Microplitis cebes ingår i släktet Microplitis och familjen bracksteklar. Inga underarter finns listade i Catalogue of Life.